# Arsenal (Arsen Dedić)
Arsenal naziv je jedanaestog studijskog albuma Arsena Dedića, objavljenoga 1981. godine. Album predstavlja autorove već objavljene pjesme u novim aranžmanima Stipice Kalogjere. Sniman je u Zagrebu i Milanu.

## Popis pjesama
| Br. | Skladba                 | Tekstopisac  | Skladatelj  | Trajanje |
| --- | ----------------------- | ------------ | ----------- | -------- |
| 1.  | »Okus soli«             | Arsen Dedić  | Gino Paoli  | 3:36     |
| 2.  | »Kuća pored mora«       | Arsen Dedić  | Arsen Dedić | 3:23     |
| 3.  | »Kad sam te vidio«      | Arsen Dedić  | Arsen Dedić | 4:02     |
| 4.  | »Djevojka za jedan dan« | Željko Sabol | Arsen Dedić | 4:22     |
| 5.  | »Ne plači«              | Arsen Dedić  | Arsen Dedić | 3:20     |
| 6.  | »Moderato cantabile«    | Arsen Dedić  | Arsen Dedić | 4:20     |
| 7.  | »Sine moj«              | Arsen Dedić  | Arsen Dedić | 3:32     |
| 8.  | »Tvoje nježne godine«   | Arsen Dedić  | Arsen Dedić | 2:38     |
| 9.  | »O, mladosti«           | Arsen Dedić  | Arsen Dedić | 3:22     |
| 10. | »Vraćam se«             | Arsen Dedić  | Arsen Dedić | 4:52     |

## Vanjske poveznice
- Discogs: Arsenal